# Carvi
Carum carvi
Pour les articles homonymes, voir Cumin (homonymie).
Espèce
Le Carvi ou Cumin des prés, Carum carvi, est une espèce de plantes à fleurs de la famille des apiacées (Ombellifères). C'est une plante herbacée bisannuelle originaire de l'Ancien Monde (Europe, Asie, Afrique du Nord). La plante est cultivée pour ses feuilles et surtout ses graines, utilisées pour leurs qualités aromatiques (comme condiment) et médicinales. C'est une plante proche du Fenouil, de l'Anis vert et de l'Aneth odorant. À forte dose, cette plante peut être toxique[réf. nécessaire]. Il est parfois appelé Anis des Vosges, Cumin de Hollande ou Cumin des montagnes.
En Alsace et en Suisse romande, le Carvi est appelé Cumin, ce qui peut prêter à confusion.
Il fait partie des plantes dont la culture est recommandée dans les domaines royaux par Charlemagne dans le capitulaire De Villis (fin du VIIIe ou début du IXe siècle)[réf. nécessaire].

## Terminologie
En grec ancien, le terme utilisé pour le Carvi est karon ou karô. L'arabe emprunte l'une des formes du nom grec, Ibn al-Baytār l'appelle ainsi kammūm ārminī (cumin d'Arménie). Le latin médieval reprend le nom arabe carvi qui a donné carvi, en anglais caraway mais aussi chervis en français, qui désigne Sium sisarum.

## Description

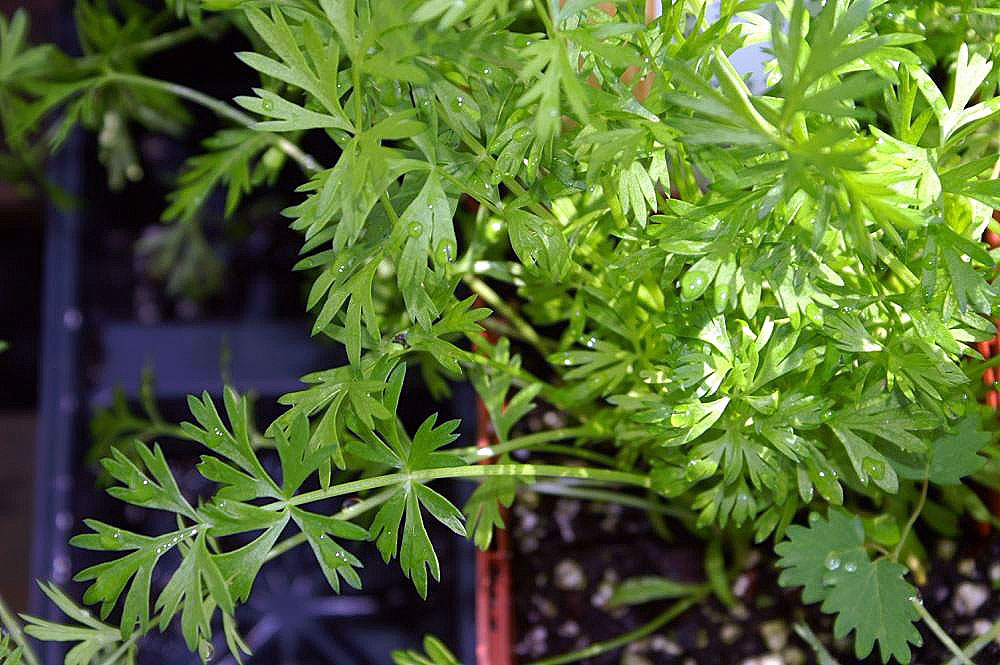
Feuille.

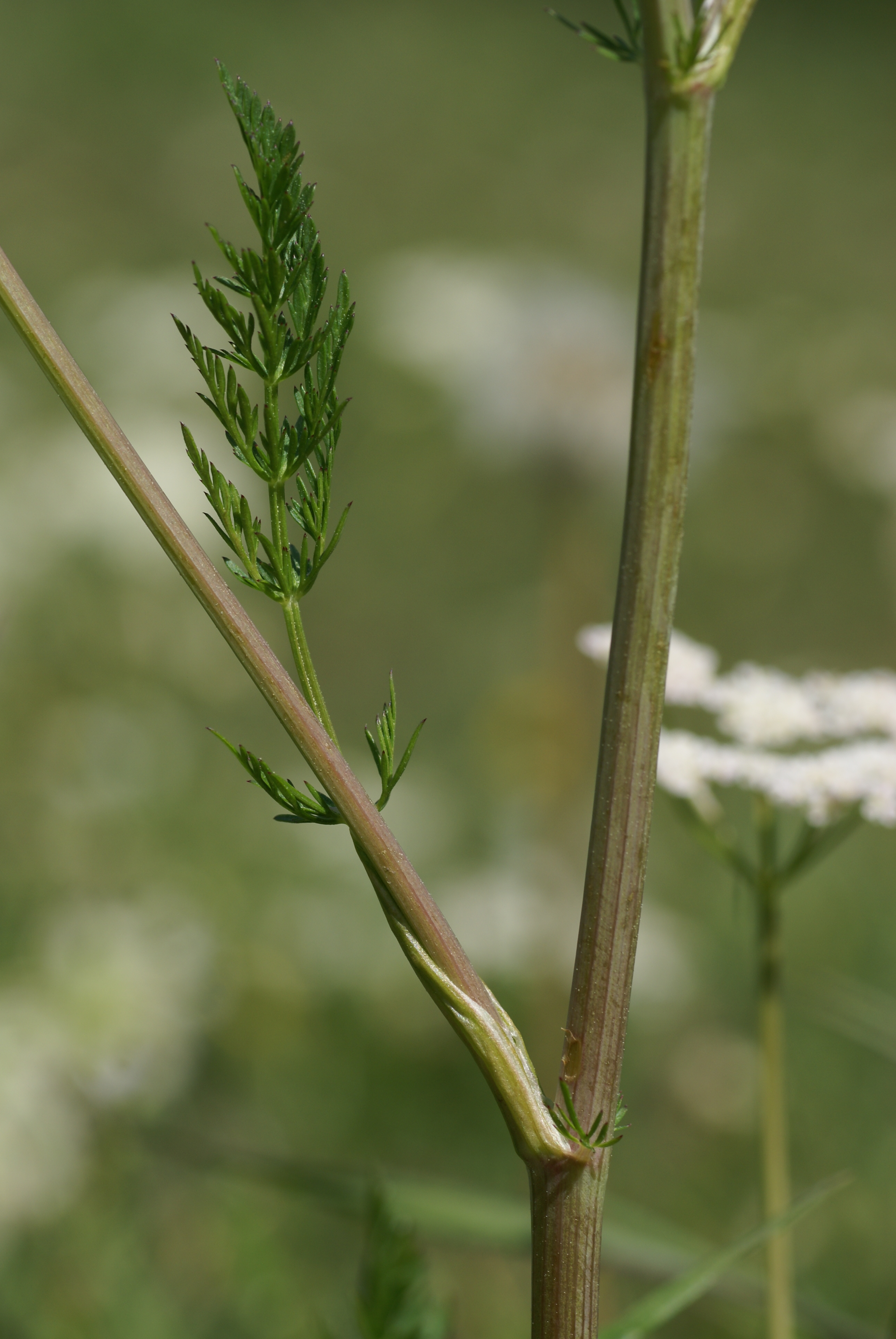
Tige.

C'est une plante bisannuelle haute de 30 à 60 cm, glabre, à racine charnue, longuement pivotante en fuseau, nue au sommet, odorante. La tige est sillonnée anguleuse, rameuse souvent dès la base. Les feuilles sont oblongues, divisées en deux folioles, à lanières linéaires, courtes, paraissant en croix sur le pétiole, les supérieures munies à la base de la gaine de deux segments finement découpés.

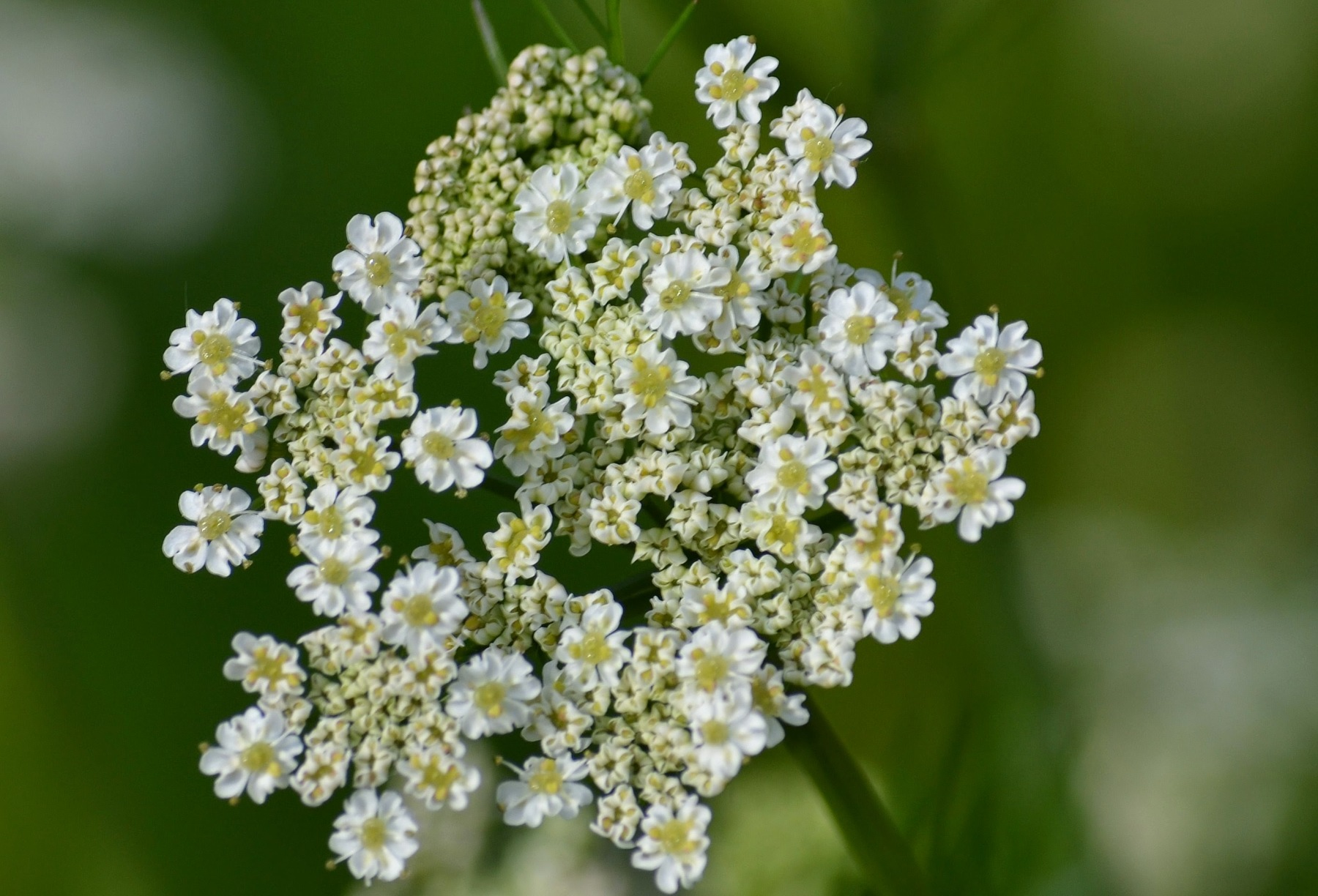
Ombelle.

Les ombelles possèdent 6 à 12 rayons très inégaux, dressés après la floraison. L'involucre et l'involucelle sont nuls ou à un à quatre folioles. Les styles sont une fois plus longs que le stylopode. Le fruit est ovoïde, aromatique. 

## Distribution
Plante originaire d'une vaste zone à climat tempéré à chaud : Afrique du Nord, Asie (Turquie, Caucase, Afghanistan, Irak, Chine...), Europe. C'est une plante spontanée en France, au Portugal. L'utilisation du Carvi est attestée dans l'Égypte ancienne 1500 ans avant Jésus-Christ[réf. nécessaire], et cette plante est citée dans Henry IV de Shakespeare : dans le IIe acte, Falstaff est invité à prendre un repas de reinettes et carvi, censé faciliter la digestion. Elle est largement cultivée dans toutes les régions tempérées. Elle est naturalisée dans le nord-est de l'Amérique du Nord.

## Culture

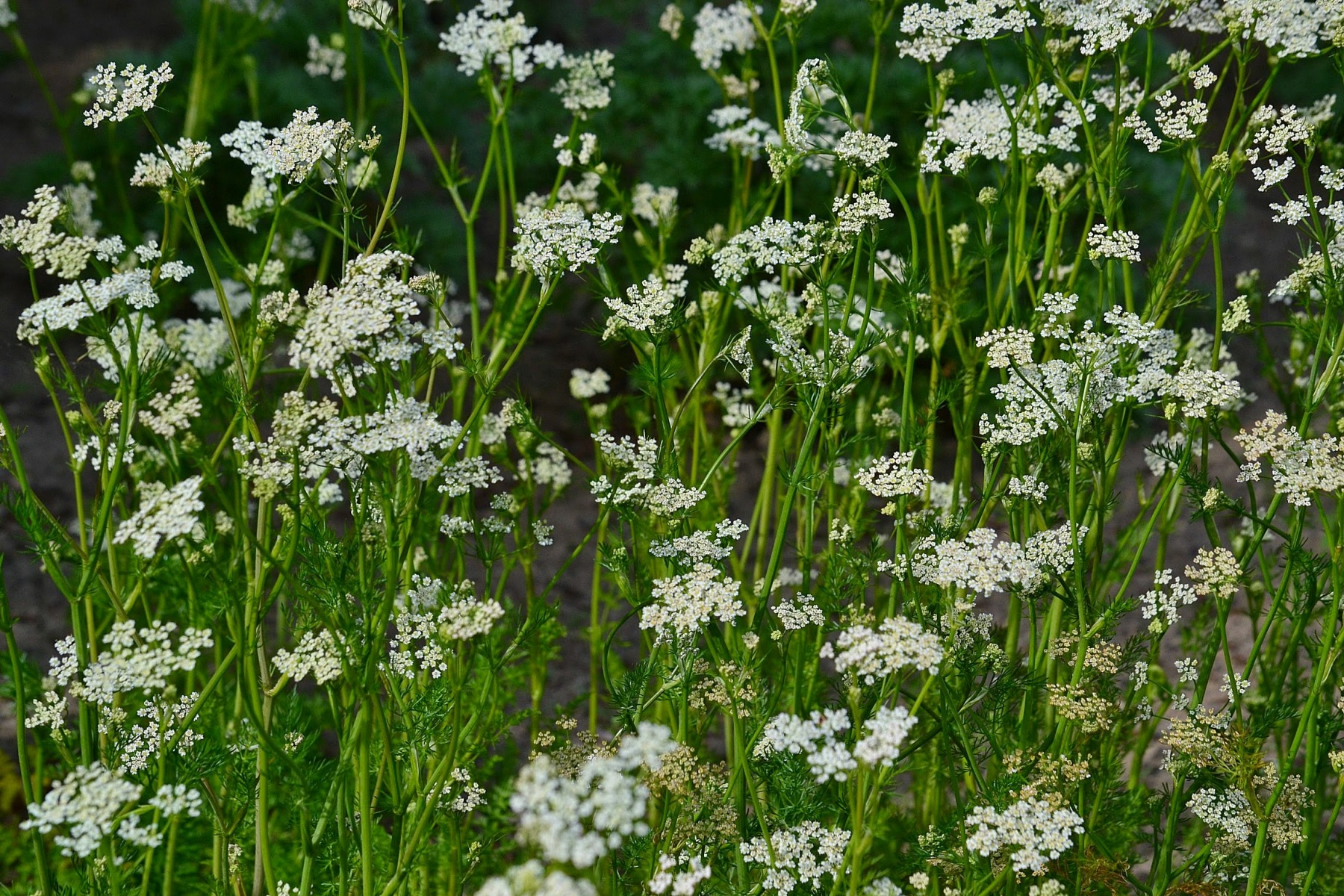
Groupe de Carvis.

Demande un sol frais, léger, légèrement calcaire et une exposition ensoleillée.
Multiplication par semis au printemps. La récolte intervient au bout de 3 mois pour les feuilles, puis pendant la période de végétation en fonction des besoins, et la deuxième année pour les graines.

## Usage alimentaire

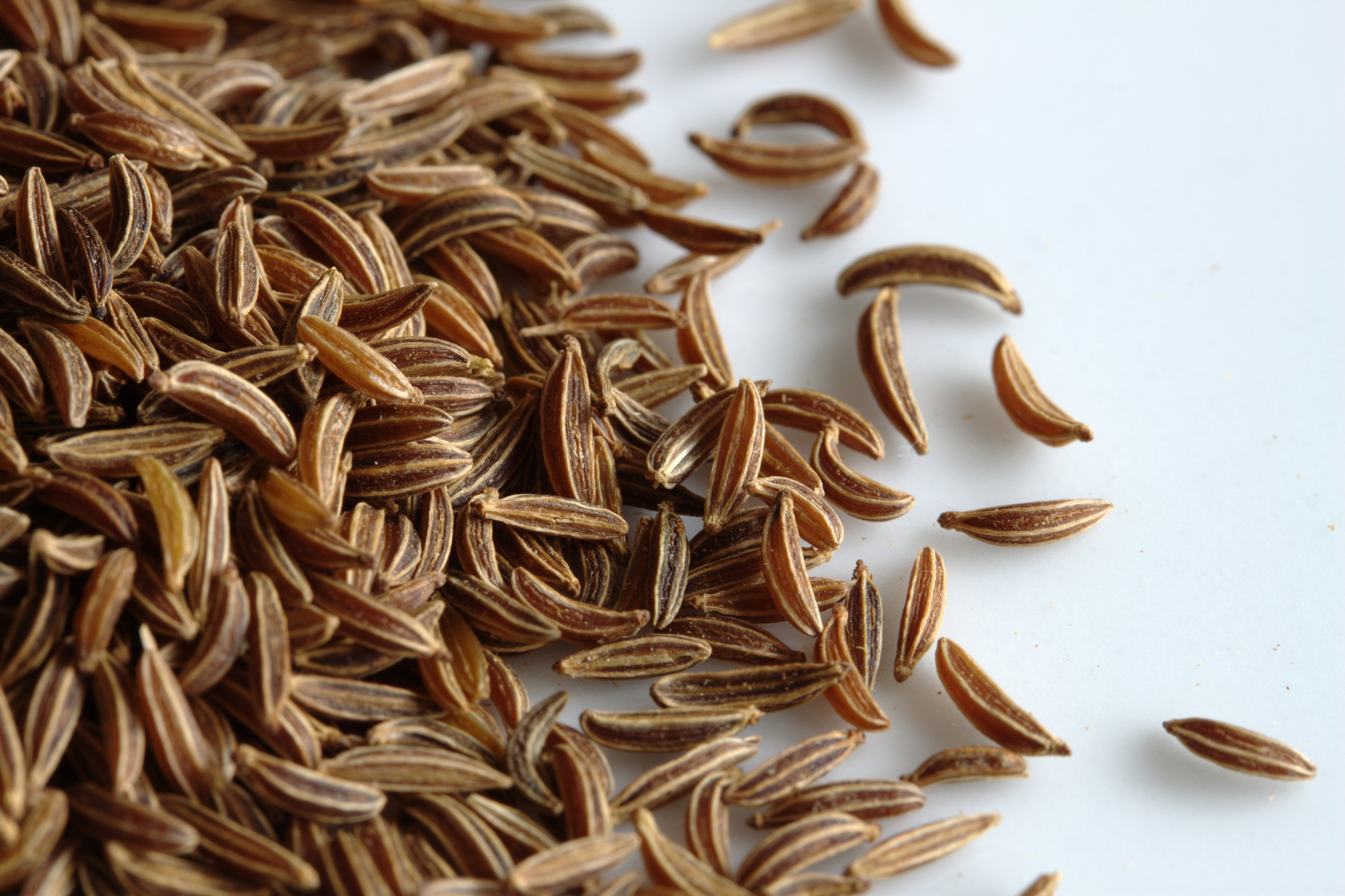
Fruits, improprement appelés graines.

Les feuilles tendres, fraîches, hachées servent à aromatiser certains plats : salades, potages, tomates.
Mais ce sont surtout les graines, plus aromatiques, qui sont utilisées, notamment pour parfumer les viandes : porc, gibier, oie… Elles s'emploient aussi dans les fromages (en particulier avec le munster, le gouda et les chèvres frais), la charcuterie (murson), la choucroute, le goulash, la harissa tunisienne, la harira (h'rira) ainsi que dans certaines pâtisseries et confiseries. Les graines de Carvi sont parfois appelées Cumin, alors qu'il s'agit de deux épices distinctes. C'est un ingrédient traditionnel de la cuisine germanique.
On le retrouve dans de nombreux autres alcools : l'aquavit, le gin, le schnaps, le Brennivín, ou le kummel, liqueur traditionnelle allemande.
Ses semences sont carminatives et stomachiques. Elles faisaient partie au Moyen Âge des quatre semences chaudes avec l'anis, le fenouil et la coriandre.
La racine est aussi comestible, elle a l'odeur de la carotte.

## Production
Le Carvi est principalement produit en hiver par les Pays-Bas, la Pologne, la Hongrie et la Russie. L'Egypte et l'ouest de l'Inde en produisent au printemps. 
La production mondiale d'huile essentielle est estimée à 30 tonnes.
Depressaria daucella et l'acarien Aceria carvi sont les principaux ravageurs du Carvi.

## Synonymes
L'espèce est décrite en premier par le naturaliste suédois Carl von Linné en 1753, qui la classe dans le genre Carum sous le nom binominal Carum carvi.
Carum carvi a pour synonymes :
- Apium carvi Crantz, 1767
- Bunium carvi (L.) M.Bieb., 1808
- Carum aromaticum Salisb., 1796
- Carum carvi var. intermedium Rouy & E.G.Camus, 1901
- Carum carvi var. pterochlaenum DC., 1830
- Carum decussatum Dulac, 1867
- Carum officinale Gray, 1821
- Carum rosellum Woronow, 1933
- Carum velenovskyi Rohlena, 1903
- Carvi careum Bubani, 1899
- Karos carvi (L.) Nieuwl. & Lunell, 1916
- Ligusticum carvi (L.) Roth, 1788
- Selinum carvi (L.) E.H.L.Krause, 1904
- Seseli carum Scop., 1771
- Seseli carvi (L.) DC., 1805

## Menaces et conservation
L'espèce est classée « en danger » (EN) en Picardie, en Midi-Pyrénées, et « espèce vulnérable » (VU) en Bourgogne et en Champagne-Ardenne.